# موریس کس
موریس کَـس (انگلیسی: Maurice Cass؛ ‏ ۱۲ اکتبر ۱۸۸۴ – ۸ ژوئن ۱۹۵۴) بازیگر اهل لیتوانی بود.
از فیلم‌هایی که وی در آن نقش داشته‌است، می‌توان به روز درخت‌کاری و یک بار دیگر، عزیزم اشاره کرد.